# El Olivar
El Olivar ist ein Ort und eine Gemeinde (municipio) mit 84 Einwohnern (Stand: 2024) im Zentrum der Provinz Guadalajara in der Autonomen Gemeinschaft Kastilien-La Mancha. 

## Lage und Klima
El Olivar liegt in einer Höhe von ca. 1040 m in der Kulturlandschaft der Alcarria. Die Entfernung zur westlich gelegenen Provinzhauptstadt Guadalajara beträgt ca. 33 Kilometer (Fahrtstrecke). 
Das Klima ist gemäßigt bis warm; Regen (568 mm/Jahr) fällt übers Jahr verteilt.

## Bevölkerungsentwicklung
| Jahr      | 1970 | 1981 | 1991 | 2001 | 2011 | 2021 |
| Einwohner | 60   | 57   | 73   | 68   | 138  | 69   |

## Sehenswürdigkeiten

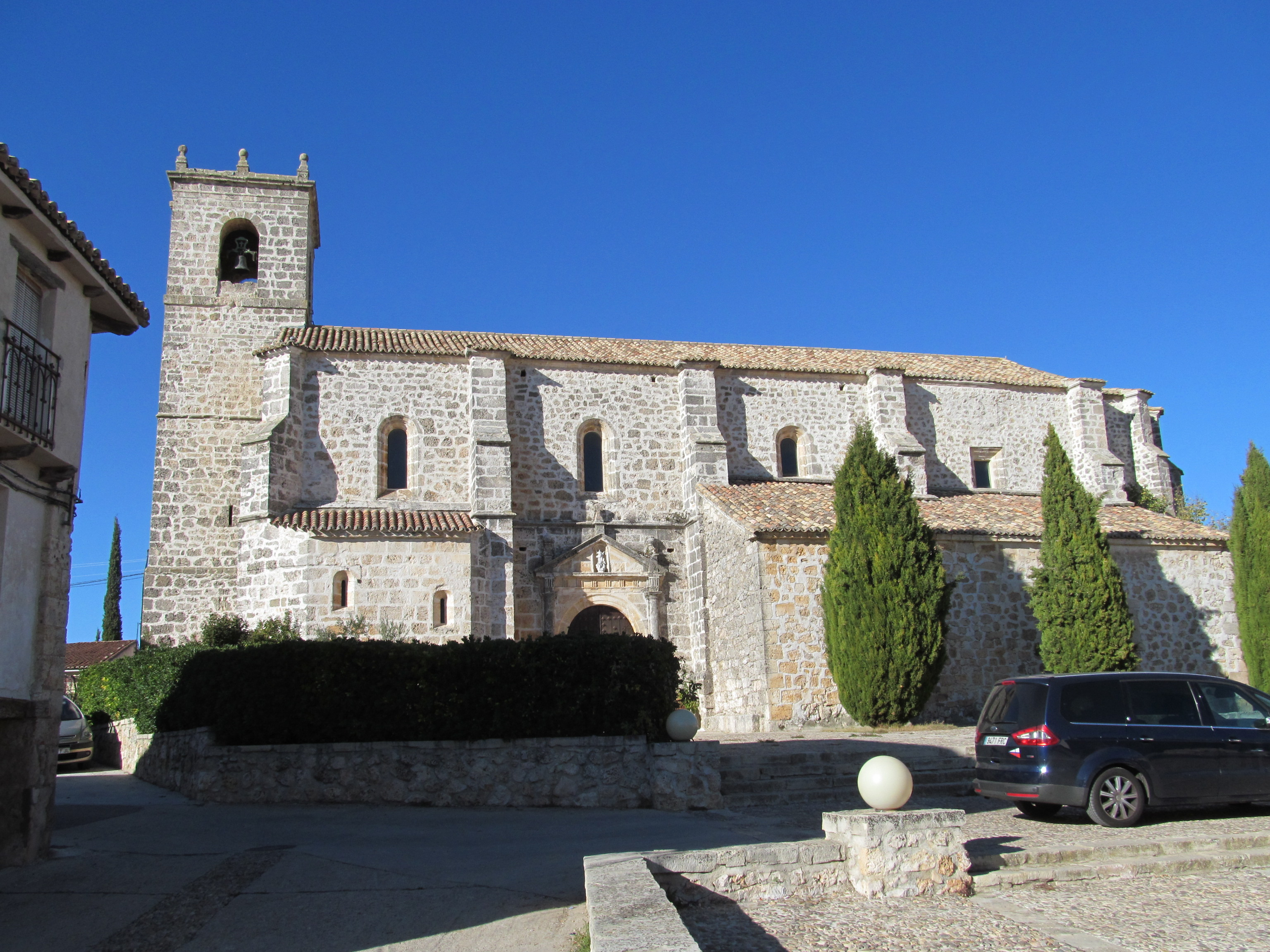
Kirche Mariä Himmelfahrt
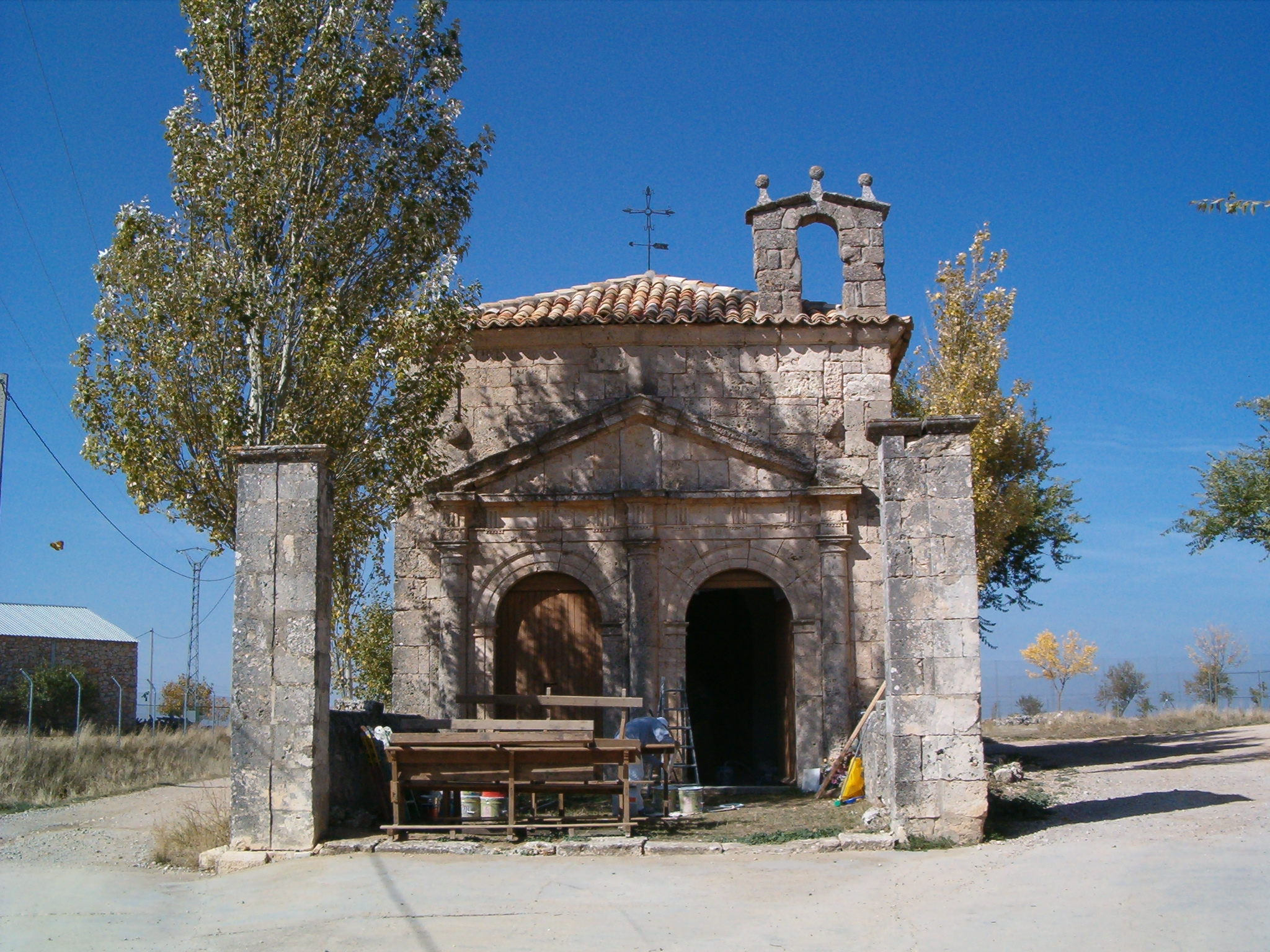
Marienkapelle
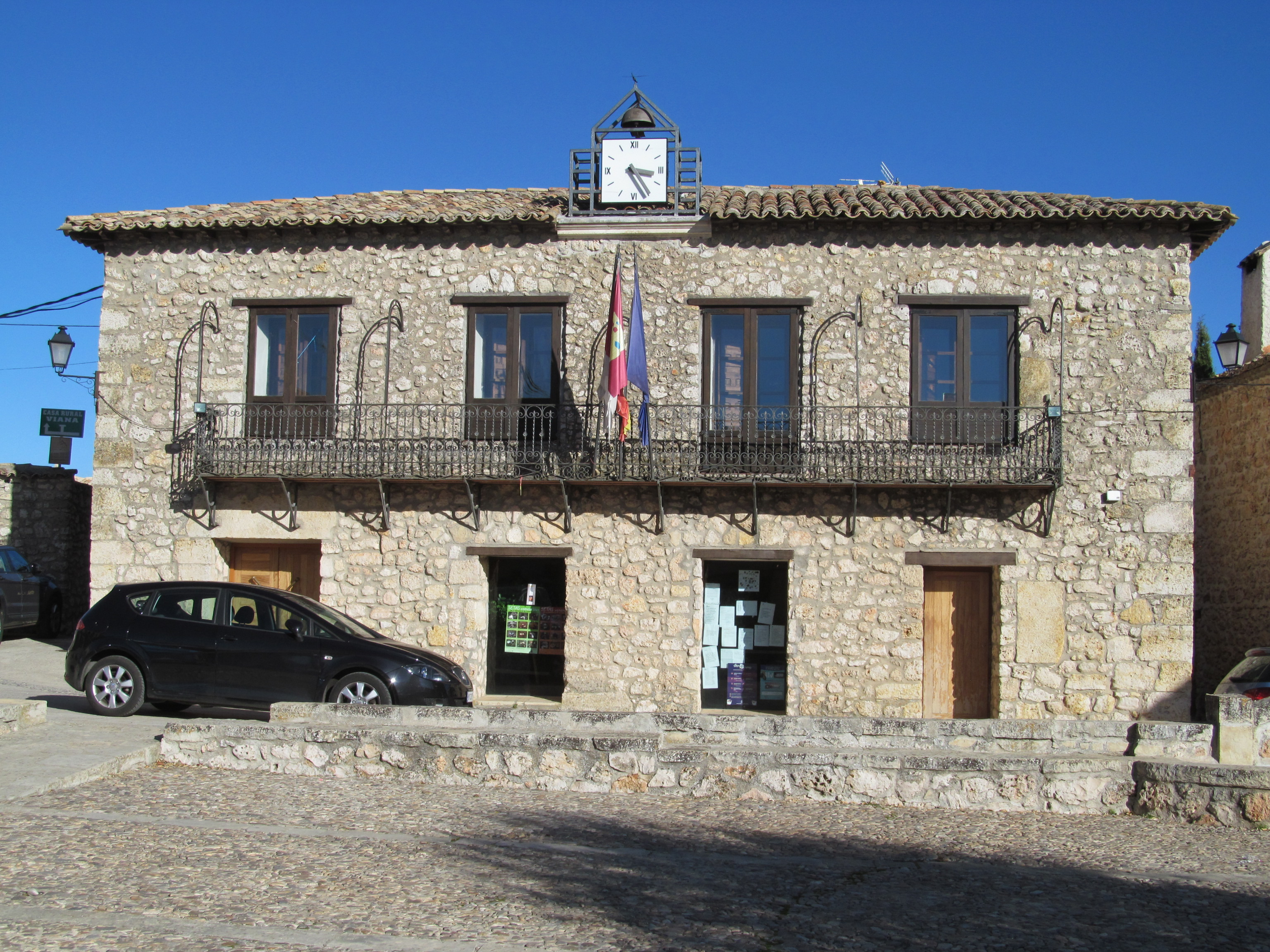
Rathaus

- Kirche Mariä Himmelfahrt
- Marienkapelle
- Rathaus